# Policía Militar de la República de Corea
«Policía Militar de la República de Corea»:(coreano: 군사경찰, romanizado: Gun-Sa Gyeong-Chal), son las agencias policiales uniformadas de cada rama respectiva de las Fuerzas Armadas de la República de Corea. Una vez operadas bajo un Comando de Policía Militar unificado (헌병총사령부, Heon-byeong Chong-sa-ryeong-bu) entre 1953 y 1960, (en coreano: 군사경찰, romanizado: Gun-Sa Gyeong-Chal),  las unidades de la Policía Militar  de la República de Corea ahora están lideradas por los cuarteles generales del Ejército de la República de Corea, la Armada de la República de Corea, la Infantería de Marina de la República de Corea y la Fuerza Aérea de la República de Corea por separado. Las unidades de la Policía Militar pertenecientes al Ejército de la República de Corea también funcionan como guardias fronterizos en la Zona Desmilitarizada de Corea.

Placa de la Policía Militar de la República de Corea.

## Guardias de laZona desmilitarizada de Corea

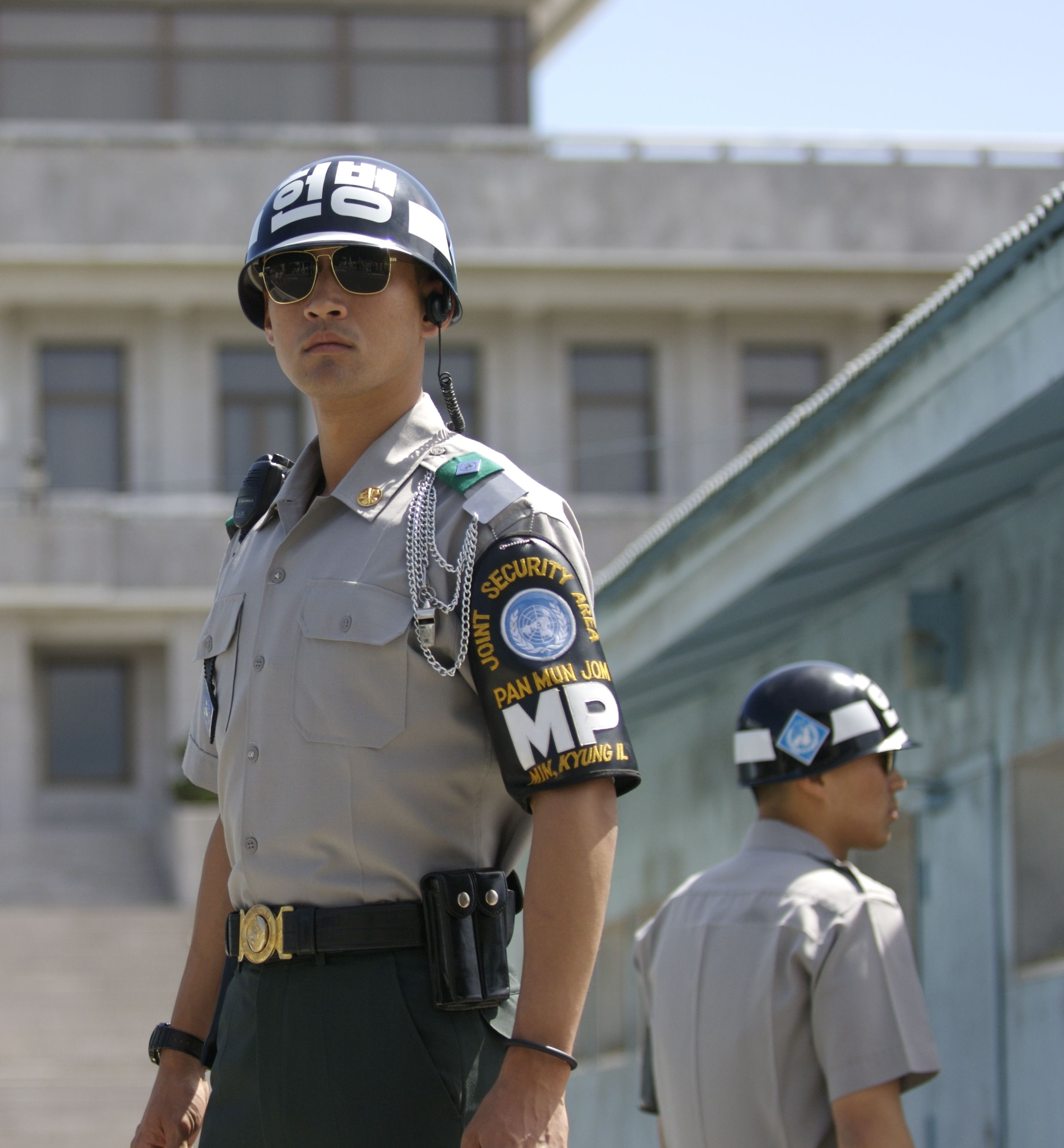
Policía militar surcoreana.

Todas las tropas de la República de Corea que custodian y patrullan dentro de la Zona desmilitarizada de Corea llevan un brazalete de policía militar, aunque son principalmente miembros de unidades de infantería o infantería ligera del ejército. (Batallón/Compañía de Reconocimiento. Los desplegados en la Área de seguridad conjunta son miembros del Batallón de Seguridad del Comando de las Naciones Unidas). 
La razón por la que estos soldados son unidades de la policía militar es porque el armisticio firmado en 1953 que puso fin a la Guerra de Corea exige que ambas partes (el Norte y el Sur) restrinjan el acceso dentro de la Zona desmilitarizada de Corea únicamente a los miembros de la Policía Militar, lo que significa que no se permiten vehículos ni escuadrones, ni  armas (como morteros y Ametralladora)

## Funciones
La función principal de la Policía Militar del Ejército de la República de Corea es mantener la seguridad y el orden dentro de los cuarteles, y también sirve como guardias de entrada a la base y vigila los puntos de control para vigilar a los intrusos. Dado que su función principal es la de fuerza policial dentro del ejército, cuentan con unidades motorizadas que consisten en motocicletas y otros vehículos policiales para patrullar el área que les asignan. Sin embargo, en la década de 1990, con el continuo aumento de las amenazas de sus homólogos del norte, el Ministerio de Defensa asignó un equipo de operaciones especiales dentro de la Policía Militar, que es el Equipo de Servicio Especial de la Policía Militar del Ejército de la República de Corea, también conocido como SDT.

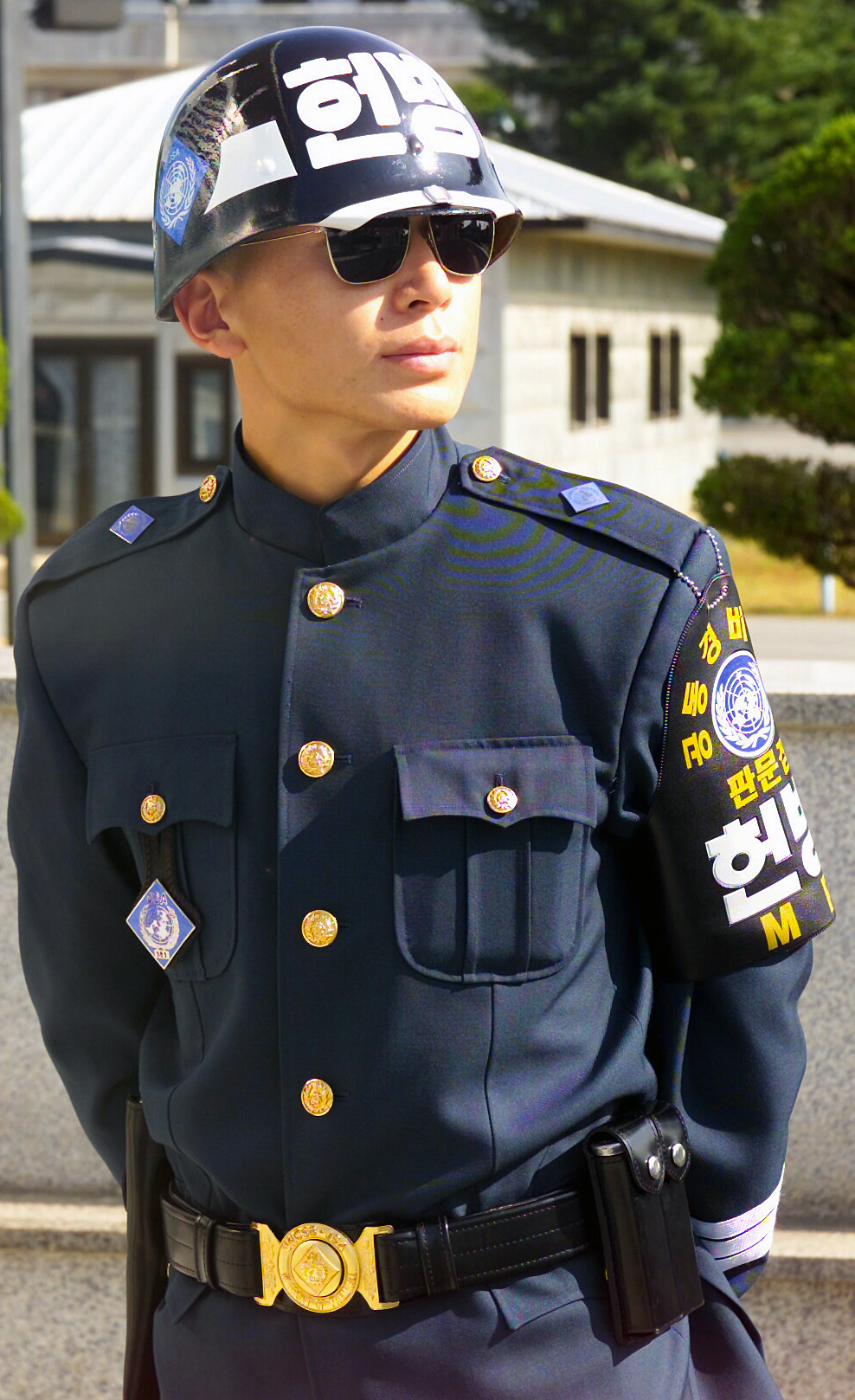
Policía militar surcoreano.

## Equipo
La Policía Militar de la República de Corea tiene las siguientes armas pequeñas en su inventario:
- Daewoo K1A
- Daewoo K2
- Daewoo K5
- Varios revólveres de origen estadounidense.